# ای‌آرام سونورا
ای‌آرام سونورا (به انگلیسی: ARM Sonora) یک کشتی است که طول آن 81.4m می‌باشد.